# Microdontomerus bicoloripes
Microdontomerus bicoloripes är en stekelart som först beskrevs av Crawford 1914.  Microdontomerus bicoloripes ingår i släktet Microdontomerus och familjen gallglanssteklar. Inga underarter finns listade i Catalogue of Life.